# Курлон
Курло́н (фр. Courlon) — коммуна во Франции, находится в регионе Бургундия. Департамент коммуны — Кот-д’Ор. Входит в состав кантона Грансе-ле-Шато-Нёвель. Округ коммуны — Дижон.
Код INSEE коммуны — 21207.

## Население
Население коммуны на 2010 год составляло 72 человека.
| 1962 | 1968 | 1975 | 1982 | 1990 | 1999 | 2010 |
| ---- | ---- | ---- | ---- | ---- | ---- | ---- |
| 86   | 97   | 63   | 53   | 46   | 50   | 72   |

## Экономика
В 2010 году среди 44 человек трудоспособного возраста (15—64 лет) 33 были экономически активными, 11 — неактивными (показатель активности — 75,0 %, в 1999 году было 73,5 %). Из 33 активных жителей работали 32 человека (19 мужчин и 13 женщин), безработной была 1 женщина. Среди 11 неактивных 2 человека были учениками или студентами, 5 — пенсионерами, 4 были неактивными по другим причинам.